# レイモンド・ブリッグズ
レイモンド・ブリッグズ（Raymond Briggs, CBE, 1934年1月18日 - 2022年8月9日）は、イギリスのイラストレーター、漫画家、作家。大人向け作品と子供向け作品の、双方で大きな成功を収めた。

## 経歴
レイモンド・ブリッグズはロンドンのウィンブルドンで、女中の母エセルと牛乳配達人の父アーネストの間に生まれた。ブリッグズは幼少時から漫画書きの道を追い続け、母親がこの利益にならない趣味をやめさせようとしたのにもかかわらず、彼はウィンブルドン・カレッジ・オブ・アートとスレイド美術学校に通った。短期間絵画を学んだ後、ブリッグズはプロのイラストレーターとなり、すぐに児童文学作品での活動を開始した。
彼の最初の著名な作品である『さむがりやのサンタ Father Christmas』『サンタのたのしいなつやすみ Father Christmas Goes on Holiday』（この2作品は、「途方もない雪」についていつも愚痴をこぼしている気むずかし屋のサンタクロースの物語である）および『いたずらボギーのファンガスくん Fungus the Bogeyman』は、イラストと文章が分けられた一般的な児童文学作品のスタイルよりは、むしろ漫画に近いスタイルをとっている。『スノーマン The Snowman』（1978年）はほぼ完全に文がない作品で、この作品はアニメ化されてアカデミー賞にノミネートされたことで、ブリッグズの代表作となった。
ブリッグズはその後も似たようなスタイルの作品を作り続けたが、内容はより大人向けのものになった。『ジェントルマンジム Gentleman Jim』における、地味な外見の労働者であるジムとヒルダのブロッグス夫妻は、彼の両親をモデルにしている。『風が吹くとき When the Wind Blows 』（1982年）では、人を疑わず楽観的なブロッグス夫妻が核戦争の恐怖に直面する物語を描き、その即時性とオリジナリティーにより庶民院から賞賛された。『The Tin-Pot Foreign General and the Old Iron Woman』（1984年）は、フォークランド戦争に対する痛烈な告発作品である。その一方で、ブリッグズは「Unlucky Wally」シリーズや『くまさん The Bear』など、子供向けのユーモア作品も書き続けている。
ブリッグズの両親の41年にわたる結婚生活を描いたグラフィックノベル『エセルとアーネスト Ethel and Ernest』は、1998年度のブリティッシュ・ブック・アワーズで最優秀絵本賞を受賞した。

## 主な作品
- 1973年： さむがりやのサンタ Father Christmas - ケイト・グリーナウェイ賞受賞。
- 1975年： サンタのたのしいなつやすみ/サンタのなつやすみ Father Christmas Goes on Holiday
- 1977年： いたずらボギーのファンガスくん Fungus the Bogeyman
- 1978年： スノーマン（ゆきだるま） The Snowman
- 1980年： ジェントルマンジム Gentleman Jim
- 1982年： 風が吹くとき When the Wind Blows
- 1984年： The Tin-Pot Foreign General and the Old Iron Woman
- 1987年： Unlucky Wally
- 1989年： Unlucky Wally 20 Years On
- 1992年： おぢさん The Man
- 1994年： くまさん The Bear
- 1998年： エセルとアーネスト Ethel and Ernest
- 2001年： UG
- 2019年： When the lights go out